# Facundo Kruspzky
Facundo Daniel Kruspzky (ur. 28 lipca 2002 w Avellaneda) – argentyński piłkarz polskiego pochodzenia  grający na pozycji napastnika w klubie Al-Wahda FC.

## Życie prywatne
Jego starszy brat Lucas również jest zawodowym piłkarzem.